# Елбасанска крепост
Елбасанската крепост (на албански: Kalaja e Elbasanit) е от 15 век. С издигането на крепостта, Елбасан се превръща във водещо селище и средище на албанските територии в Османската империя. 
Издигната е в 1466 г. от султан Мехмед II Фатих за защита подстъпите към планината по Виа Егнация.
Има 26 отбранителни кули разположени на равно разстояние една от друга. Издигането ѝ е свързано с водените венецианско-османски войни.
През същата тази 1466 г. санджак Арванид е разделен на два нови санджака - Елбасански и Валонски.